# كأس إسكتلندا 2017–18
كأس اسكتلندا 2017–18 (بالإنجليزية: 2017–18 Scottish Cup)‏ هو الموسم 133 من كأس اسكتلندا. أقيم خلال الفترة 12 أغسطس 2017 وحتى مايو 2018، وكان عدد الأندية المشاركة فيه 91، وفاز فيه نادي سلتيك.